# Vagrant Records
Vagrant Records és una discogràfica independent amb base en Santa Monica, Califòrnia. Es caracteritza per treballar amb grups de l'escena post hardcore, punk rock, emo i altres subgèneres del rock alternatiu, especialment, estatunidenc.

## Bandes en l'actualitat
| - Active Child - Albert Hammond, Jr. - Alexander - Balance and Composure - Band of Skulls - Benjamin Francis Leftwich - Black Rebel Motorcycle Club - Blitzen Trapper - Bombay Bicycle Club (EUA) - Brooke Fraser - California Wives - City and Colour - CRUISR - Death Spells - Dive In - Dustin Kensrue - Edward Sharpe and the Magnetic Zeros - Eels - The Elected - French Kicks - The Grates - The Hold Steady | - John Gold - J Roddy Walston and the Business - Justin Townes Earle - LP - Mayer Hawthorne - Missy Higgins - MonstrO - The Night Marchers - Pete Yorn - PJ Harvey - Placebo - Reptar - Rogue Wave - School of Seven Bells - Sublime with Rome (EU) - Wake Owl - The 1975 |

## Bandes que formaven part en el passat
| - Ace Enders and a Million Different People - Alkaline Trio - Alexisonfire - The Anniversary - The Appleseed Cast - The A-Sides - Audio Learning Center - Automatic 7 - Bad Suns - Biology - The Bled - Boxer - The Comas - A Cursive Memory - Dashboard Confessional - Down To Earth Approach - Dr Manhattan - Electric Owls - Emanuel - Face to Face - FACT - Far - From Autumn To Ashes - The Futureheads - The Get Up Kids - Gotohells | - Hey Mercedes - The Hippos - Horse the Band - Hot Rod Circuit - The (International) Noise Conspiracy - John Ralston - Koufax - The Lemonheads - Matt Pryor - Moneen - Murder by Death - The New Amsterdams - The Night Marchers - No Motiv - Olivia Broadfield - Ocuban - Protest the Hero - Paul Westerberg - Reggie and the Full Effect - Rocket From The Crypt - Saves the Day - Saturnalia - School Boy Humor - Senses Fail - So Many Dynamos - Stars (excepte Canadà) - Thrice - Two Tongues - Viva Death - Warship |